# Thành trùng
Thành trùng hay còn gọi là pha trưởng thành (latinh: imago) là pha phát triển cuối của một côn trùng, sau lần lột xác cuối cùng ở côn trùng biến thái thiếu, hoặc phát triển từ nhộng ở các côn trùng biến thái hoàn toàn. Đây là pha duy nhất mà côn trùng hoàn toàn trưởng thành về mặt sinh dục, và ở côn trùng có cánh thì cánh đã hoàn toàn hoạt động.
Giai đoạn gần thành trùng (subimago) có ở bộ Ephemeroptera (phù du). Côn trùng ở pha này đã có cánh hoàn chỉnh nhưng cơ quan sinh dục chưa hoàn chỉnh.

## Hình ảnh

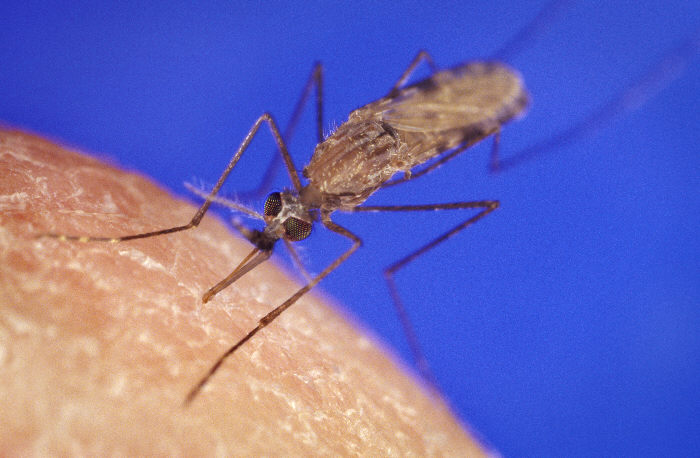